# Irileka iridescens
Irileka iridescens là một loài nhện trong họ Sparassidae. Chúng thuộc chi đơn loài Irileka, được Arthur Stanley Hirst miêu tả năm 1998.